# ProSieben
ProSieben est une chaîne de télévision généraliste privée allemande appartenant au groupe ProSiebenSat.1 Media. ProSieben est la troisième chaîne de télévision privée la plus regardée en Allemagne.

## Histoire de la chaîne
Le 13 octobre 1988, la société ProSieben Television GmbH est créée pour succéder à EUREKA TV. Les fondateurs étaient Gerhard Ackermans (51 %) et Thomas Kirch (49 %), le fils de Leo Kirch. On peut supposer que Thomas Kirch agissait en tant qu'homme de paille de son père, puisque celui-ci avait alors des parts dans sa concurrente Sat.1.
Thomas Kirch prit bientôt la tête de la société et le 8 décembre 1988, la chaîne est lancée sur le satellite Astra 1A. Le 1er janvier 1989, la chaîne, baptisée ProSieben, commence à émettre depuis Munich avec neuf heures de programme tous les jours.
Touchant 2,44 millions de téléspectateurs en mars 1989, ProSieben monte sur les satellites DFS et Kopernikus en juillet 1989 pour augmenter sa zone de couverture. En même temps, la durée de diffusion de programmes est augmentée petit à petit pour atteindre 17 heures par jour. ProSieben émet 24 heures sur 24 depuis le 1er octobre 1990.
La chaîne obtient sa première fréquence terrestre à Munich et le 1er mars 1990, elle s'installe à Unterföhring près de cette dernière.

## Identité visuelle

### Logos

Logo ProSieben du 1er janvier 1989 au 23 octobre 1994
Logo actuel de ProSieben depuis le 24 octobre 1994
Logo de ProSieben HD depuis le 27 octobre 2005

### Slogans
- Depuis 2003[1],[2] : « We love to entertain you » (« Nous aimons vous divertir »)

## Organisation

### Capital
ProSieben appartient depuis 2003 au groupe de télévision ProSiebenSat.1 Media (Pro 7, Sat.1, kabel eins, 9Live et N24) détenu par un groupe d'investisseurs menés par Haim Saban.

## Programmes
La chaîne, de format généraliste, diffuse principalement les derniers films hollywoodiens et ses séries américaines à la mode ainsi que des productions propres comme des talk-shows et des émissions humoristiques. Elle dispose également de quelques bulletins d'informations, appelés Newstime, et diffuse aussi des jeux et quelques variétés.

### Émissions
- TV Total : Émission comique présentée par Stefan Raab du lundi au jeudi en 2e partie de soirée
- Galileo : Émission de vulgarisation scientifique
- Cinemaxx TV : Émission hebdomadaire consacrée au cinéma
- Arabella : Talk-show quotidien présenté par Arabella jusqu'en 2004
- Focus TV : Magazine d'information
- The Voice of Germany : version allemande de The Voice : La Plus Belle Voix
- Queen of Drags : version allemande de RuPaul's Drag Race
- Germany's Next Topmodel : version allemande de  Top Model
- The Academy Awards : Cérémonie de remise de prix, retransmise chaque année (fin février - début mars) en direct depuis le Dolby Theatre depuis le Hollywood and Highland Center, Hollywood, Los Angeles
- The Big Bang Theory
- Les Simpson, Les Griffin